# Граховиште
Граховиште је насељено мјесто у Босни и Херцеговини, у општини Вогошћа, које административно припада Федерацији Босне и Херцеговине. Према попису становништва из 2013. у насељу је живјело 93 становника.

## Географија
Налази се смјештено између Сарајева и Вогошће.

## Становништво
По посљедњем службеном попису становништва из 1991. године, насељено мјесто Граховиште имало је 153 становника, сљедећег националног састава:
| Националност | 1991.        |
| Срби         | 122 (79,73%) |
| Муслимани    | 15 (9,80%)   |
| Југословени  | 13 (8,51%)   |
| Хрвати       | 3 (1,96%)    |
| Укупно       | 153          |